# 準用河川

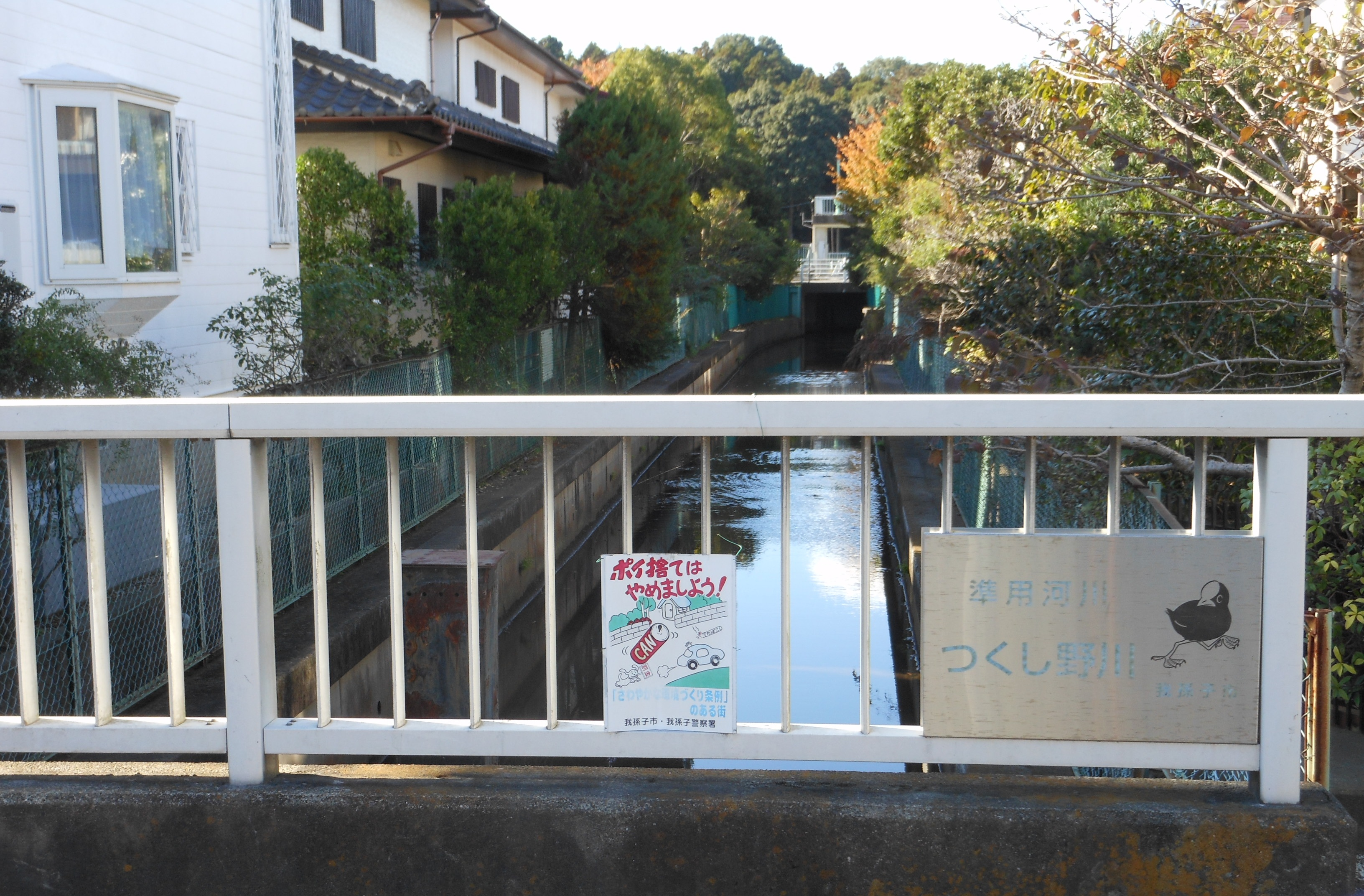
準用河川の例
つくし野川（千葉県我孫子市）

準用河川（じゅんようかせん）とは、一級河川及び二級河川以外の「法定外河川」のうち、市町村長が指定し管理する河川のことである。
河川法に基づき、二級河川の規定を準用する（河川法第100条）。2003年4月30日現在の準用河川は、水系数にして2524、河川数で1万4253ある。

## 概要
一級河川にも二級河川にも指定されなかった河川で、市町村長が公共性の見地から重要と考え指定した河川。
大部分の準用河川は、本流が一級河川や二級河川の場合、その水系に含まれる（例：一級河川である利根川が本川の水系ならば、利根川水系○○川など）。しかし、単体で上流から海まで到る場合のみ、単独水系として呼ばれる。
準用河川に係わる諸元の記載は、二級河川に係るものを準用し、河川の台帳（「河川現況台帳」及「水利台帳」）に記載し、その保管を、河川法施行令第七条及び河川法施行規則第七条第三項に基づき、国土交通省令で定めるところにより、その準用河川を管理する事務所（市区町村管轄）において保管するものとなっている。
河川現況台帳の調書の様式は、二級河川同様、河川法施行規則第五条により、河川法施行令第五条第一項の国土交通省令で定める様式として、別記様式第一が定められている。水利台帳の調書の様式は、河川法施行規則第六条第一項により、河川法施行令第六条第一項の国土交通省令で定める様式として、別記様式第二が定められている。また河川法施行規則第六条第二項により、河川法施行令第六条第二項の国土交通省令で定める様式として、別記様式第二の二が定められている。河川法施行令第六条により、河川法第二十三条の許可に係る水利台帳の調書には、水利使用ごとに、国土交通省令で定める様式に従い記載をする。
準用河川の制度は、(旧)河川法にも、河川法の適用されない河川あるいは水流等に対して、第5条に定めがあった。
1921年（大正10年）の臨時治水調査会では、第2期治水計画が決定されるとともに、「農業水利改良に関する件」が決議されたが、これは当時の河川管理を司る内務省は、治水効果を高めるには、大河川だけでなく支派川や中小河川、さらには農業用排水路の整備も必要だと認識し、河川堤内地の治水を農業水利改良事業で実施するよう要望していた。これにより、農商務省の用排水改良事業補助要項が制定されることにつながることとなる。
こうして、1923年から要項に基づく用排水幹線改良事業、農業用水の供給と排水を改善する、具体的には、老朽化した水路の改修や、新たに水路整備することで、農地への安定的な水の供給と排水を確保することを目的とした事業が開始される。(旧)河川法にも第5条に準用河川の認定で定められていたが、このときの改良事業で府県が排水改良を行う際に築き上げていく河川規模の排水路が、内務省によっては河川とみなされる場合があるものの、(旧)河川法第5条に基づく準用河川の認定基準は厳格であり、大正期に至っても認定例は非常に少なかったという。そして、(旧)河川法は、その適用区間では第3条で「河川並其ノ敷地若ハ流水ハ私権ノ目的トナルコトヲ得ス」と、敷地や流水に対して私権を認めていない一方、準用河川では敷地に対する私権を認めていた。このため(旧)河川法を適用すると、私権の消滅のために補償しなくてはならなく、これでは費用がかかるとともに大変な作業を要するが、準用河川にしておくと、補償は必要ないのであった。ただし、勝手な土地利用を防ぐため、「河川附近地制限令」（明治33年勅令第300号）で、河川管理への支障を防いだのである。さらに準用令も適用されていない区域は、府県令河川取締規則の適用を受けて管理していた。
このため、1928年7月、内務省土木局は河川法の適用範囲を拡大するため、地方長官に「河川法準用河川の選択標準に関する件」という通牒を発し、準用河川の認定基準を緩和。これにより、準用河川の認定が積極的に進められ、河川と他の用悪水路の境界が法律的に明確化され、準用河川の数が増加していった。
その後も中小河川を取り巻く状況は、1972年の河川法第100条改正時まで、河川の管理者の許可を受けずに不法に工作物を設置するものや、土地形状を変更して、河川を埋没させるものなど、河川の管理が適正に行なわれていないことが多々あり、これにより河川の機能が損われ、降雨による浸水被害等地域住民の生活環境に悪影響を与える例が見受けられていた。こうした末端河川は、その多くが管理体制が不明確なまま放置されていることでの結果で、このため河川法を準用して管理する方途を開き、その管理の強化を図ろうとすることが生じた。
こうして、公共用物としての河川は、一級河川、二級河川又は準用河川として明確な管理体制下におく必要があり、一級河川又は二級河川に指定されたもの以外の河川も、できるだけ準用河川として管理することが望ましいので、とくに一級河川又は二級河川に指定されていないもので、水質汚濁、汚物等の投棄により地域住民の生活環境に悪影響を与え、又はその恐れのあるもの、不適当な工作物の設置、形状変更等により降雨等において浸水被害をもたらし、又はその恐れのあるもの、災害復旧事業の施行が決定されているもの等には、その他市区町村長が必要と認めたものについてとともに、それぞれに定めるところに従い、積極的に準用河川の指定を行ない、適正な管理に努めることを旨とした。
ただし、砂防指定地内の河川で砂防工事が施行され、又はその計画があるものは、都道府県知事が管理するので、準用河川に指定するまでもないとした。
そして、一級河川又は二級河川への指定についても、準用河川はもとより、広く普通河川からも積極的に採択していくものとしていた。これは前述のように河川はその適正管理を行う上では、法定河川への円滑な管理の移行を図ることが望ましいので、指定されるまでの間も、普通河川を準用河川の指定を行なう等、その管理の適正を期すよう配慮も求めており、さらに一級水系及び二級水系以外の水系内の河川についても、前記に準じて準用河川の指定を行なうこととしたのである。なお、河川法施行令第55条第四項により、準用河川について一級河川又は二級河川の指定があったときは、重複する部分については準用河川の指定の効力が失われる。
指定の手続については、準用河川の指定は市町村長が行なうが、この場合には河川法施行令第55条の規定に従い行うこととなっている。
準用河川を指定するときは、水系ごとに、その名称と区間を、市町村の公報により公示する。そして公示するときは、市町村、大字、字、小字及び地番か、一定の地物や施設又は工作物か、平面図のいずれか一つ以上により、区間の起点と終点を明らかにする必要がある。なお、準用河川として指定する河川が他の市町村との境界に係るものであるときは、当該他の市町村長に協議する必要がある。
準用河川の指定の状況については、管理者となる市町村長及び都道府県知事は、河川管理事務処理規程第五条第二項及び第三項の規定により、報告がいる。
河川法の準用規定として、市町村長が行なう準用河川の管理については、河川法の規定のうち左記2に定めるものを除き、二級河川に関する規定が準用されること、その趣旨は、河川法第五条は解釈上除かれるが、河川法の規定のうち二級河川のみに適用される規定と、一級河川と二級河川に共通に適用される規定が準用されること、いいかえれば河川法の規定のうち一級河川のみに適用される第四条、第九条等の規定を除いた、罰則も含めすべての規定が準用される。この場合、準用される規定については、都道府県知事とあるのは市町村長と、都道府県とあるのは市町村と、国土交通大臣とあるのは都道府県知事と読み替えられ、さらに施行令第57条の規定により、関係条文について必要な技術的読み替えが行なわれる。
ただし、施行令第56条に掲げる中、河川法第六条第五項の港湾区域又は漁港の区域に重複して法第六条第一項第三号に該当する河川区域を指定する場合の港湾管理者又は農林水産大臣との協議は、港湾法等において港湾区域の指定等について準用河川の管理者との調整規定がないので、それとの均衡を図るために、河川法第14条第二項の操作規則を作成する場合の関係市町村長の意見徴収、河川法第36条第一項の特定水利使用に関する処分についての関係市町村長の意見聴取、河川法第99条の地方公共団体への操作等の委託も、これらの規定は、本来都道府県知事が管理を行なうに際しての市町村との関係を規定したものであるので、都道府県知事が市町村長と読み替えられた場合には規定する意味がなくなるために、河川法第16条の河川整備基本方針の作成、河川法第16条の二の河川整備計画の作成、河川法第62条の改良工事費に対する国の負担なども、準用河川の制度が大規模な河川工事を予想していないために、河川法第35条第一項の特定水利使用に関する処分についての関係行政機関の長との協議や、河川法第97条第二項の兼用工作物に関する処分についての主務大臣への不服申立てといった、準用河川の制度上、規定を準用する必要のある場合が少ないための規定は、他の法令との均衡上又は準用河川制度の趣旨にかんがみ、準用されないこととなっている。

## 日本の河川についての関連項目
- 川
- 一級河川
- 二級河川
- 普通河川
- 単独水系
- 日本の一級河川一覧
- 日本の準用河川一覧